# ناسوده
ناسوده (انگلیسی: approximant) آواهای گفتاری‌ای هستند که در تولیدشان اندام‌های تولیدی به یکدیگر نزدیک می‌شوند، اما نه به اندازه‌ای که موجب آشفتگی جریان هوا شود؛ بنابراین ناسوده چیزی بین سایشی، که آشفتگی جریان هوا ایجاد می‌کند، و واکه، که هیچ آشفتگی‌ای ایجاد نمی‌کند، است. این طبقه از آواها شامل ناسوده کناری، مانند [l] و ناسوده غیرکناری، مانند [ɹ]، و نیم‌واکه مانند [j] و[w] است.
قبل از اینکه اصطلاح ناسوده برای این نوع از آوا در دهه ۱۹۶۰ وضع شود، اصطلاح «پیوسته بدون سایش» به کار می‌رفت که به ناسوده‌های غیرکناری ارجاع داشت.